# 한류월드로
한류월드로(Hanryuworld-ro)는 경기도 고양시 일산동구 장항동 한류월드 나들목과 경기도 고양시 일산서구 대화동 한국건설기술연구원 앞을 잇는 도로이다. 도로의 이름은 한류월드에서 유래되었다. 일부 구간(연장 979m)은 아직 개통되지 않았으며, 고양장항공공주택지구 완공 시 도로가 개설될 예정이다.

## 연혁
- 2009년 9월 11일: 도로명으로 한류월드로를 고시

## 주요 경유지
경기도
- 고양시 일산동구 (장항동), 일산서구 (대화동)

## 노선
| 이름                              | 접속 노선                          | 소재지 | 소재지 | 소재지   | 소재지 | 비고 |
| --------------------------------- | ---------------------------------- | ------ | ------ | -------- | ------ | ---- |
| 한류월드 나들목                   | 지방도 제357호선 (제2자유로)       | 경기도 | 고양시 | 일산동구 | 장항동 |      |
| (이름 없음)                       | 장항로 멱절길                      | 경기도 | 고양시 | 일산동구 | 장항동 |      |
| 미개통 구간                       |                                    |        |        |          |        |      |
| (이름 없음)                       | 월드고양로                         | 경기도 | 고양시 | 일산동구 | 장항동 |      |
| 한류초등학교                      |                                    | 경기도 | 고양시 | 일산동구 | 장항동 |      |
| (이름 없음)                       | 태극로                             | 경기도 | 고양시 | 일산동구 | 장항동 |      |
| JTBC 일산스튜디오                 |                                    | 경기도 | 고양시 | 일산동구 | 장항동 |      |
| 한국교육방송공사 본사             |                                    | 경기도 | 고양시 | 일산동구 | 장항동 |      |
| 한화아쿠아플라넷 일산             |                                    | 경기도 | 고양시 | 일산서구 | 대화동 |      |
| 원마운트                          |                                    | 경기도 | 고양시 | 일산서구 | 대화동 |      |
| (이름 없음)                       | 주엽로                             | 경기도 | 고양시 | 일산서구 | 대화동 |      |
| (이름 없음)                       | 킨텍스3로                          | 경기도 | 고양시 | 일산서구 | 대화동 |      |
| 킨텍스사거리(킨텍스역)            | 킨텍스로                           | 경기도 | 고양시 | 일산서구 | 대화동 |      |
| 킨텍스하역장1 출입구              |                                    | 경기도 | 고양시 | 일산서구 | 대화동 |      |
| 킨텍스지하차도                    |                                    | 경기도 | 고양시 | 일산서구 | 대화동 |      |
| 킨텍스제1전시장, 제2전시장 출입구 |                                    | 경기도 | 고양시 | 일산서구 | 대화동 |      |
| (이름 없음)                       | 국가지원지방도 제98호선 (고양대로) | 경기도 | 고양시 | 일산서구 | 대화동 |      |

## 주요 건물 및 시설
- 한류초등학교 (경기도 고양시 일산동구 한류월드로 262)
- JTBC 일산 스튜디오 (경기도 고양시 일산동구 한류월드로 270)
- 한국교육방송공사 본사 (경기도 고양시 일산동구 한류월드로 281)
- 한화아쿠아플라넷 일산 (경기도 고양시 일산서구 한류월드로 282)
- 원마운트 (경기도 고양시 일산서구 한류월드로 300)

## 사진

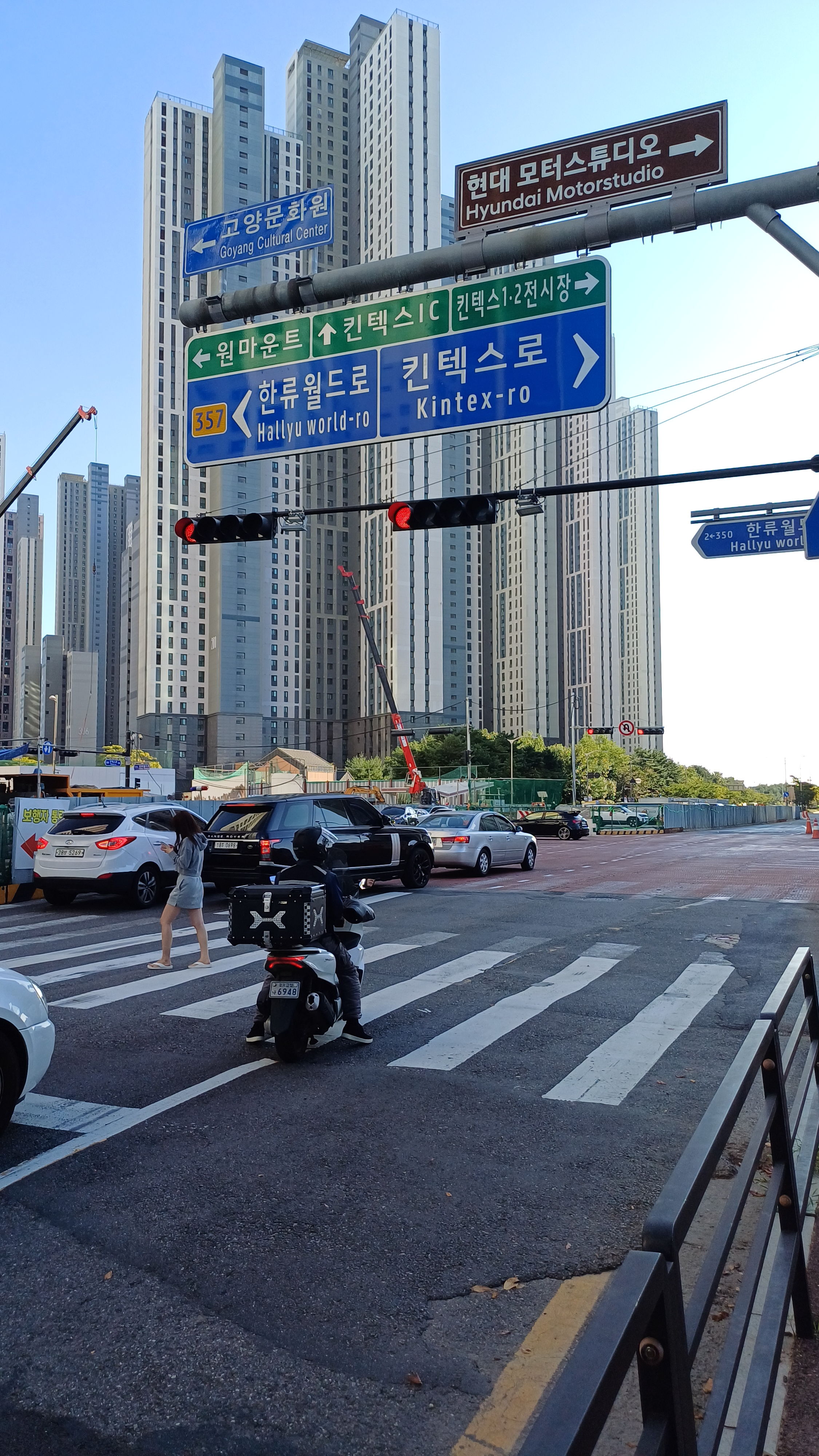
킨텍스로 교차지점
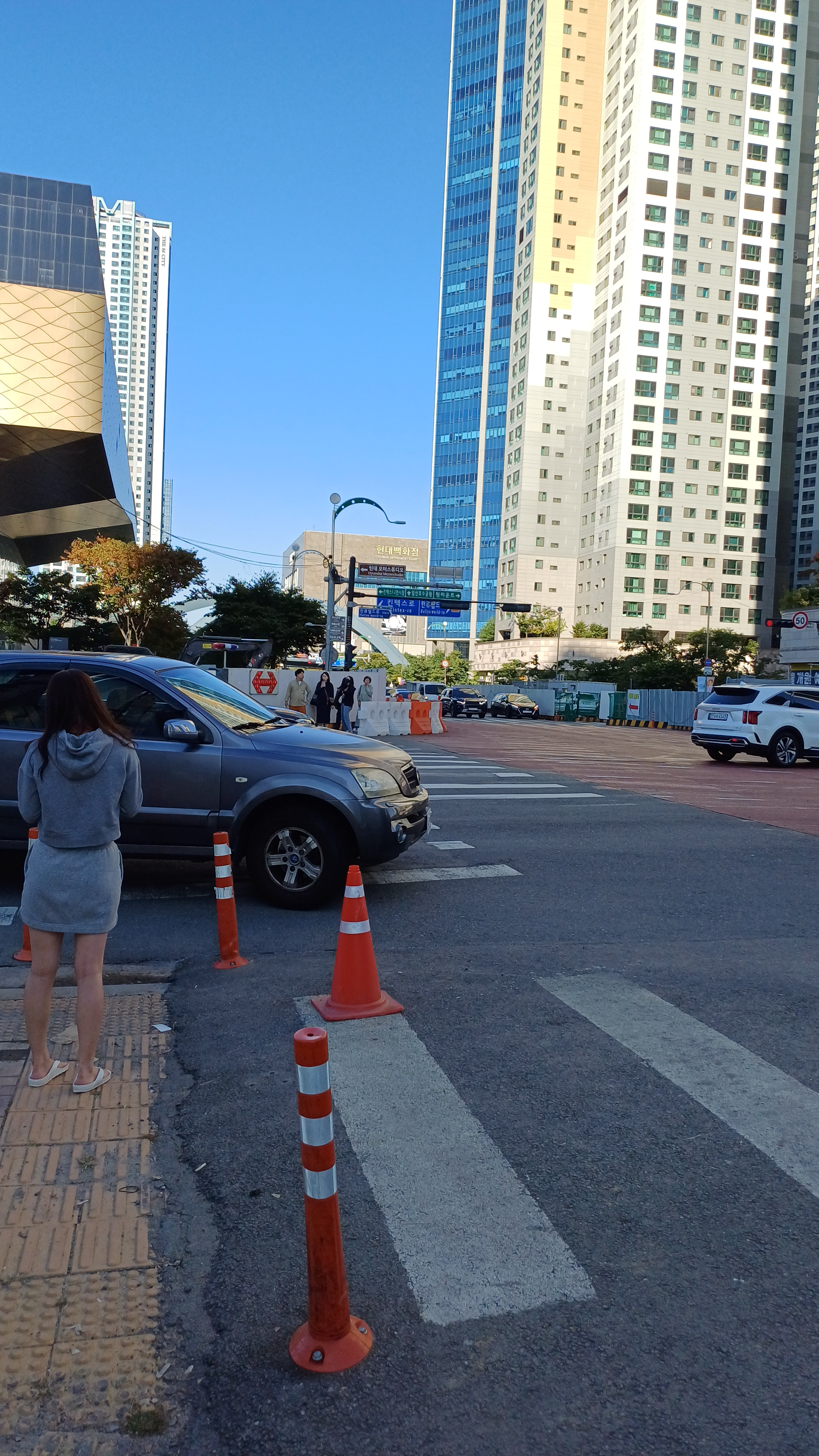
킨텍스로 교차지점, 킨텍스역